# Castro de la Espina del Gallego
La Espina del Gallego (littéralement « L'épine du galicien ») est un castro, village fortifié probablement de l'âge du fer, de la région de Cantabrie en Espagne. Il a été réoccupé et fortifié par une garnison romaine.

## La Espina del Gallego
Le castro se trouve au sommet d'un mont qui porte le même nom, sur le territoire des communes de Corvera de Toranzo, Anievas et Arenas de Iguña. On a établi des structures appartenant à deux périodes différentes d'occupation, l'une indigène et la deuxième correspondant à l'occupation postérieure de la garnison romaine. Le castro indigène est de forme triangulaire. Au cours des dernières fouilles on a identifié des structures du type de la culture des castros de forme rectangulaire. De l'époque romaine, on pourrait dater un "baraquement" romain de 100 mètres de longueur et cinq mètres de large, une autre construction non identifiée, un four de fonderie et un chemin pavé. Parmi les trouvailles archéologiques, il convient de noter un petit trésor de deniers essentiellement du Ier siècle av. J.-C. de la république, des matériaux métalliques, un camée de cornaline et une céramique commune romaine. 

## Un site classé
Le Castro de la Espina del Gallego fait partie d'un plus vaste site archéologique (Conjunto Arqueológico formado por La Espina del Gallego, Cildá, el Cantón y Campo de Las Cercas), classé Bien de Interés Cultural de Cantabria (Bien d'intérêt culturel de Cantabrie) et catégorisé zone archéologique par décret 70/2002 du 6 juin 2002. Son emplacement est situé sur les communes de Corvera de Toranzo, Anievas, Arenas de Iguña, Molledo, San Felices de Buelna et Puente Viesgo. L'ensemble a été un champ d'opérations militaires de montagne des guerres cantabres de l'an 29 avant Jésus-Christ à l'an 19 avant Jésus-Christ. Néanmoins il s'agit de quatre sites bien différents sans continuité entre eux.